# Кондрачі
Кондрачі́ (рос. Кондрачи, марій. Кондрач почиҥга) — присілок у складі Сернурського району Марій Ел, Росія. Входить до складу Кукнурського сільського поселення.

## Населення
Населення — 72 особи (2010; 73 у 2002).
Національний склад (станом на 2002 рік):
- марі — 100 %